# Felipe Ernesto I de Lippe-Alverdissen

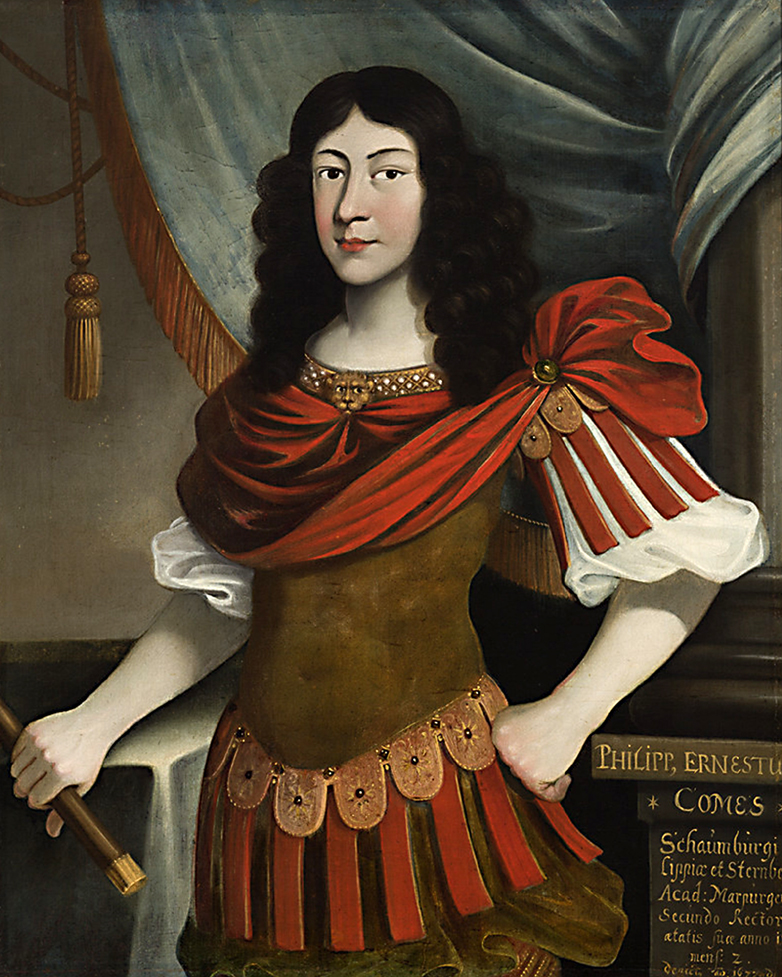
Felipe Ernesto de Schaumburg-Lippe-Sternberg (Alverdissen) (1659-1723), noble alemán y rector de la Universidad de Marburg

Felipe Ernesto de Schaumburg-Lippe-Alverdissen (Bückeburg, 20 de diciembre de 1659 - Alverdissen, 27 de noviembre de 1723) fue conde de Lippe-Alverdissen.

## Biografía
Nacido en Bückeburg, era el hijo del conde Felipe I de Schaumburg-Lippe (1601-1681) y su esposa, Sofía de Hesse-Kassel (1615-1670).
En 1640 su padre había obtenido el Principado de Schaumburg-Lippe y lo había unido al condado de Lippe-Alverdissen. Tras su muerte, su propiedad se dividió nuevamente, y Felipe Ernesto se convirtió en Conde de Lippe-Alverdissen en 1681, y gobernó el condado hasta su muerte en 1723, cuando fue reemplazado por su único hijo, Federico Ernesto. 

## Matrimonio
El 31 de diciembre de 1680, Felipe Ernesto se casó con la duquesa Dorotea Amelia de Schleswig-Holstein-Sonderburg-Beck, con quien tuvo un hijo:
- Federico Ernesto (1694-1749), conde de Lippe-Alverdissen

| Predecesor: Felipe I | Conde de Lippe-Alverdissen 1681-1723 | Sucesor: Federico Ernesto |

- Datos: Q3745185
- Multimedia: Philip Ernest I, Count of Lippe-Alverdissen / Q3745185